# Kaštel Stari
Kaštel Stari (latinsky Castrum Vetus, italsky Castelvecchio nebo Castel Vecchio) je vesnice v Chorvatsku, jedna ze sedmi vesnic spadajících do konurbace Kaštela v Dalmácii.

## Historie

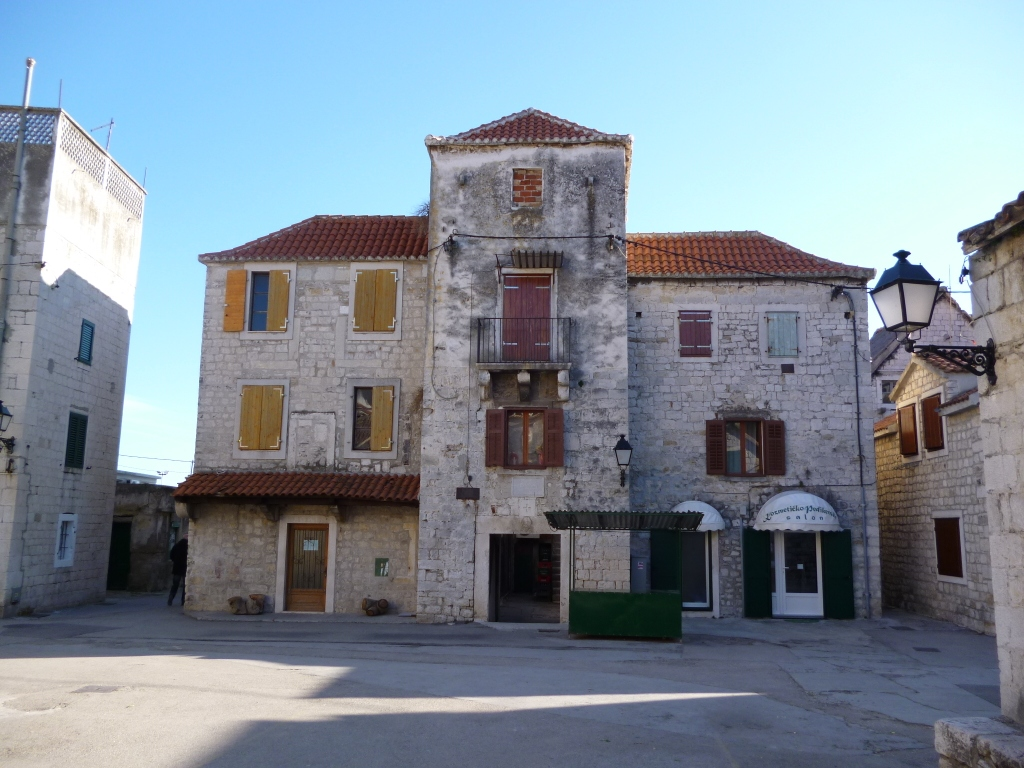
Ćipikův kaštel

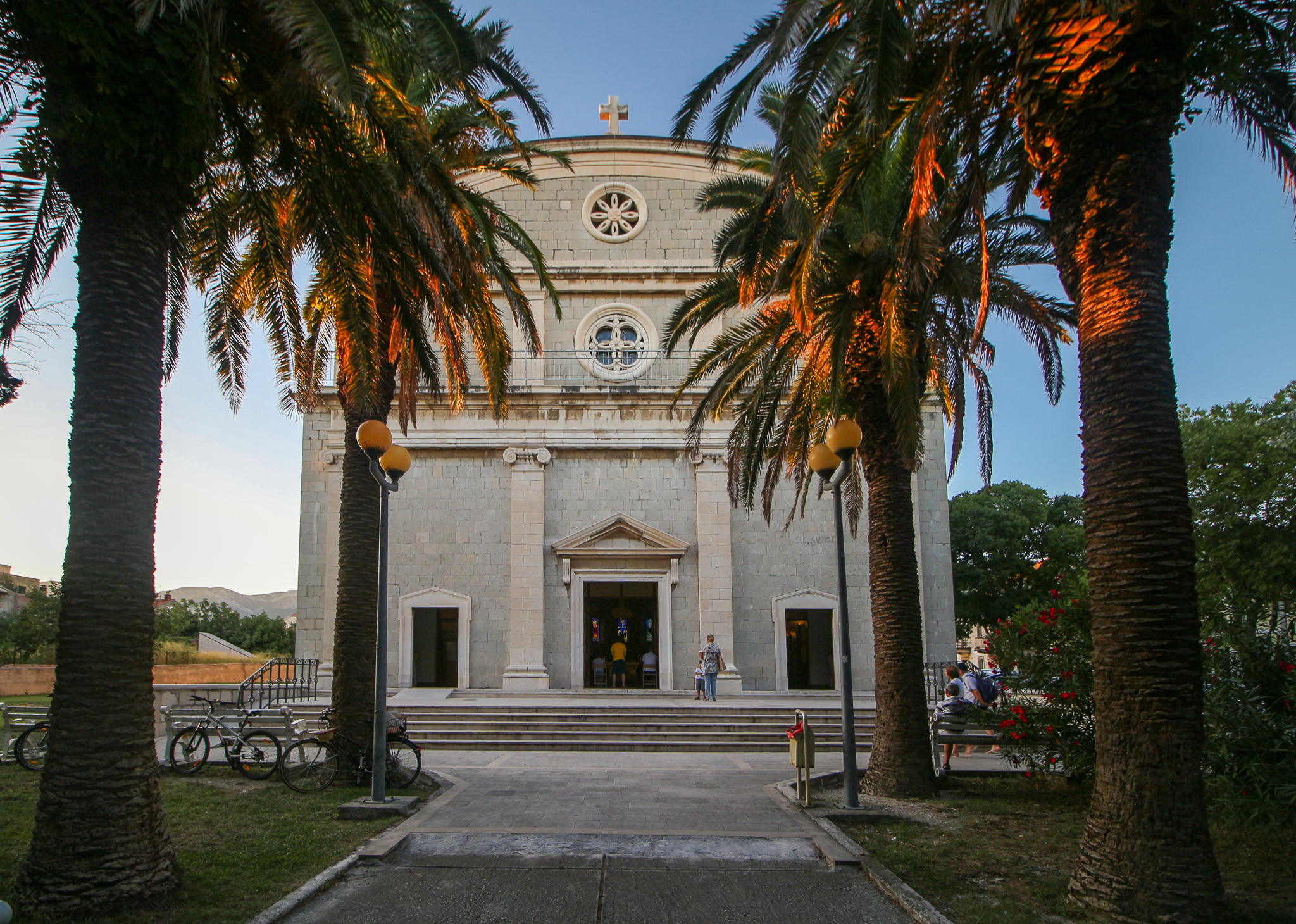
Kostel Panny Marie Růžencové

Název obce Kaštel Stari (Starý hrad) pochází zřejmě od kaštelu, sídla kaštel Koriolana Ćipika, které si v obci nechal vystavět trogirský šlechtic Koriolan Ćipiko.
V oblasti budoucího Kaštela Starého založili již v raném středověku chorvatští osadníci na přechodu od pobřeží k horám vsi Radun a Šušnjar. 
Po pádu Bosny byly kvůli obavám z turecké expanze vesnice opuštěny a zdejší obyvatelstvo se usadilo v opevněných osadách u moře, které byly chráněny hrady. První hrad na obranu proti Turkům postavil v roce 1480 Coriolanus Cipiko (též Cepio, Cippico, Ćipiko). Zamýšlel postavit opevněnou vesnici s valy a příkopem, v rozích postavil věže a u vchodu zřídil padací most. Později byly postaveny další dva hrady na moři, Celio Cega a Andreis. Rodina Ćipiků rozdělila svůj majetek na dvě části, v každé z nich byla opevněná osada s hradem. Osada u Koriolanova hradu se jmenovala Kaštel Stari a u hradu Pavla Cipika Kaštel Novi.
V době druhé světové války spadala obec jako administrativní jednotka Dalmatského guvernorátu, Provincie Split v rámci poloautonomního území pod italskou okupační správou v letech 1941 až 1943.

## Pamětihodnosti
- Kostel svatého Jana Křtitele – starý farní kostel
- Kostel Panny Marie Růžencové – nový farní kostel
- Kaštel Koriolana Cipika z 15. století
- Kostel svatého Mikuláše
- Kostel svatého Jiří
- Kostel svatého Josefa
- Kostel Panny Marie Královny mučedníků v Radunu

## Osobnosti města
- Coriolanus Cipiko († 1493), historik, autor námořních pamětí v 15. století De belo Asiatico (O asijské válce)
- Alviz Cipiko (1455–1495), syn Coriolana, sekretář papeže Julia II., biskup na Kypru
- Jan Cipiko, arcibiskup zadarský
- Lelije Cipiko (1721–1807), šibenický biskup (1783), trogirský biskup (1784), splitský arcibiskup (1784),
- Řehoř Josef Scotti (1732–1816), poslední ninský biskup (1789), říšský hrabě a rytíř železné koruny, arcibiskup zadarský (1806)
- Ivan Danilo (1820–1895), kněz, předseda Matice Dalmatinské, redaktor chorvatského deníku Nazionale ze Zadaru, poslanec říšské rady ve Vídni (1870)
- Filip Lukas, předseda Matice chorvatské
- Ivo (Srećko) Peran (1920–2003), římskokatolický františkánský presbyter
- Ivan Kreljanović Albinoni, historik a spisovatel, právník [3]